# 北とぴあ
北とぴあ（ほくとぴあ）は、東京都北区にある複合文化施設。完成当時は北区で一番高い超高層建築物であった。

## 概要
「北区の産業の発展と区民の文化水準の高揚」を目的として、王子駅東側貨物駅ヤード跡地に建設され、平成2年 (1990年) 9月17日にオープンした。北区文化振興財団の事務所があり、各種公演を実施している。最寄り駅はJR京浜東北線・東京地下鉄南北線王子駅、都電荒川線（東京さくらトラム）王子駅前。最上階は17階で、展望ロビーになっている。

## 主な施設
- ホール
  - さくらホール（1,300席）
  - つつじホール（402席）
  - ペガサスホール（150席）
  - 飛鳥ホール（511m2）
- 展示ホール（549m2）
- 研修室
- 会議室
- 和室
- 茶室
- 音楽スタジオ
- トレーニングルーム
- 消費生活センター
- NPOボランティアぷらざ
- 男女共同参画センター（スペースゆう）
- 科学館（プラネタリウム終了の2014年以前に閉館）
- プラネタリウム（2014年3月末で終了[1]）
- 駐車場（有料）

## 商業施設
- キリンシティ（飲食店）
- 時を楽しく（飲食店）
- 山海亭（飲食店）

## その他
オープニング公演は外山雄三指揮するNHK交響楽団が飾った。
毎年秋に開催される「北とぴあ国際音楽祭」は古楽をテーマとした国内でも数少ない音楽祭である。
正面玄関前に、長崎市にある平和祈念像を縮小したサイズの像が建っている。これは、平和祈念像を製作した彫刻家の北村西望（昭和62年永眠）が大正5年（1916年）から37年間を北区内で過ごし、昭和56年（1981年）北区の名誉区民第1号に選ばれたことなどから、北村の遺族と長崎市などの協力により建てられた。
2001年（平成13年）12月21日に当施設のさくらホールでセリ装置を定期点検していたメンテナンス会社「横浜技術サービス」の社員ら5人が舞台とセリの間にはさまれる事故が発生した。この事故で1人が頭蓋骨骨折で即死、その後2人が病院で死亡、2人が重傷を負った。

## 所在地
- 郵便番号114-8503
- 東京都北区王子1-11-1